# Centre d'Esports Farners
El Centre d'Esports Farners és un club català de futbol de la ciutat de Santa Coloma de Farners, a la Selva.

## Història
Els primers documents de la pràctica del futbol a Santa Coloma de Farners daten de l'any 1912. No fou però el 1919 l'any en què es creà el primer club de futbol, que el 1922 es federà amb el nom de Farners Deportiu. Entre 1923 i 1925 el trobem esmentat com Farners Deportiu Orion. A partir de 1928 i fins a la guerra civil el club rep el nom de Club Esportiu Farners, jugant amb samarreta blanca i vermella a franges verticals.
Després de la Guerra Civil es creà l'Agrupació Deportiva Farners (que disposava d'altres seccions esportives a més del futbol, com el basquetbol), i a finals de la dècada dels 40 ja trobem el Centre d'Esports Farners, 
 continuador de l'activitat futbolística a la vila fins avui.
L'any 2003 inaugurà el Camp Municipal de Futbol de Santa Coloma de Farners, de gespa artificial, amb un partit davant el FC Andorra.
El dia 14 de maig de 2006 es fundà el Club Futbol Selva a Vidreres. El 30 de juny de 2007, CE Farners i CF Selva arribaren a un acord per crear el CE Farners-Selva. A partir de la fusió es produeix un gran increment del nombre de jugadors i equips assolint molts d'ells l'ascens de categoria. Els equips però continuent competin amb el nom de Centre d'Esports Farners.
L'any 2009 aconseguí ascendir a Territorial Preferent, la màxima categoria històrica en la qual havia militat l'equip.
L'any 2011 el Primer Equip aconsegueix l'ascens a la categoria de Primera Catalana.

## Temporades
Fins a l'any 2011-12 el club ha militat 1 temporada a Primera Catalana i 10 a Preferent Territorial.